# 4016 Sambre
4016 Sambre eller 1979 XK är en asteroid i huvudbältet som upptäcktes den 15 december 1979 av den belgiske astronomen Henri Debehogne och den brasilianske astronomen Edgar Rangel Netto vid La Silla-observatoriet. Den är uppkallad efter floden Sambre som rinner från Frankrike till Belgien.
Asteroiden har en diameter på ungefär 8 kilometer.